# علم السند
علم السند (بالسند:سنڌ جو جھنڊو) (بالإنجليزية: flag of Sindh) هو العلم الرسمي لإقليم السند الباكستاني. ويستخدم نفس ألوان العلم الوطني الباكستاني، الأخضر الداكن والأبيض. يشكل شعار المقاطعة الذي يمثل محاصيلها الرئيسية مركز العلم مع كتابة "حكومة السند" باللغتين السندية والأردية على هلال. اعتمد في عام 2005 من قبل الجمعية الإقليمية لإقليم السند .

## التصميم
العلم الإقليمي لإقليم السند هو العلم الأخضر ويظهر شعار الإقليم في المنتصف والتي تشمل المحاصيل الرئيسية في هذه المقاطعة الصحراوية الخصبة؛ القطن والأرز والقمح وقصب السكر. يقرأ النقش أدناه في مخطوطة هلالية حكومة السند باللغتين الأردية والسندية على التوالي. يستخدم العلم الألوان الوطنية الباكستانية، الأبيض والأخضر الداكن، وهي الألوان التي تعكس التراث الإسلامي لباكستان.

## أعلام أخرى

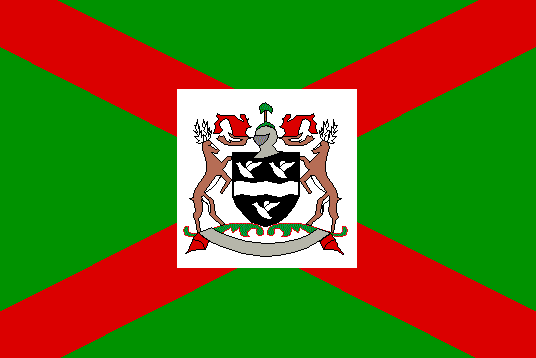
علم ولاية خيربور
جياي سند متحدة ماهاز ، جياي سند متحدة ماهاز ، وجيش تحرير السندهوديش
جيش تحرير السند (النسخة)
جيش تحرير السند (النسخة)